# Ultra Street Fighter II: The Final Challengers
Ultra Street Fighter II: The Final Challengers ist ein Fighting Game, das am 26. Mai 2017 exklusiv für die Nintendo Switch herausgebracht wurde. Der Titel wurde anlässlich des 30. Jubiläums der Spielserie entwickelt.

## Beschreibung
Das Spiel gilt als Update vom 1994 erschienenen Super Street Fighter II Turbo. Im Spiel stehen als neue Spielfiguren Evil Ryu und Violent Ken zur Verfügung. Neu eingeführt wurde der "Way of the Hado"-Modus aus dem über die Egoperspektive der Kampf stattfindet. Dieser kann nur über die Bewegungssteuerung der Joy-Con und ausschließlich mit Ryu gespielt werden. Außerdem steht eine Galerie mit über 1500 Zeichnungen zur Verfügung.
Im Spiel ist es möglich zwischen den Darstellungsmodi "klassisch" (4:3) oder "modern" (16:9) zu wählen. Dies gilt ebenso für die Soundeffekte. Beide Stile lassen sich kombinieren.

## Entwicklung
Erstmals angekündigt wurde das Spiel im Januar 2017. Am 14. Februar 2017 war die Entwicklung zu 50 % abgeschlossen. Die Download- und Retail-Version wurden am 26. Mai 2017 weltweit veröffentlicht.

## Kritiken
Die Website MobyGames ermittelt einen Wertungsschnitt von 65 % (Stand: Januar 2018).

## Verkaufszahlen
Das Spiel konnte sich bis November 2017 500.000 mal verkaufen, davon 450.000 Einheiten in den ersten drei Monaten nach Release. Capcom spricht von einem "Riesenerfolg".